# T91
Type 91 ili T91 (kin. 聯勤 Type 91) je tajvanska jurišna puška. Riječ je o pušci koja je razvijena na temelju prethodnog modela T86, što uključuje i moderne značajke američkih modela M16 i AR-18. U odnosu na T65, T91 je laganiji i kraći te ima 6-pozicijski teleskopski kundak koji omogućava podešavanje na temelju individualnih potreba vojnika.
Puni naziv puške je 5.56 mm T91 jurišna puška (kin. 5.56公厘T91戰鬥步槍)

## Povijest
Budući da T86 nije ispunio visoka očekivanja tajvanske vojske da zamijeni postojeći model T65, sama puška nije proizvedena u velikim količinama. Stoga su se znanja i značajke stečena pri razvoju T86 primijenila na razvoj Type 91. Sam razvoj T91 je završen 2002. godine a već sljedeće godine je započela njegova masovna proizvodnja.

## Dizajn
T91 je modularizirana vojna puška. Kao i njen prethodnik (Type 86) i T91 je kraća verzija automatske puške T65K2, dajući vojniku veću mobilnost i jednostavnost gađanja u skučenom prostoru.
Type 91 ima selektor paljbe s četiri moda (S - zakočeno, 1 - pojedinačna paljba, 3 - paljba s tri rafala i A - automatska paljba). Stražnji čelični ciljnik je podesiv ovisno o visini i utjecaju vjetra. Neke karakteristike poput vađenja okvira ili bolt carrera preuzete su s američke puške M16.
Iako je T91 baziran na T65, njihovi dijelovi nisu međusobno kompatibilni jer su vijci od T91 kraći za 1 mm. Plinski cilindar je kopiran s modela T86 čime je omogućeno njegovo jednostavno uklanjanje zbog održavanja, bez rizika od gubitka malih dijelova.
Teleskopski kundak na T91 je izrađen na temelju iskustava vojnih i policijskih snaga s M4 karabinom. Rezultat toga bio je kundak s poboljšanim prijenosom trzaja i kvalitetom rukovanja. Također, na kraj kundaka je dodana guma kako kundak nebi klizao po jakni vojnika a rukohvat je trokutastog oblika.
Cijev puške je duga 375 mm a na nju je montiran skrivač plamena. Zbog kraće cijevi, T91 ima 20% više trzaja u odnosu na T65K2. Puška koristi streljivo kalibra 5.56x45mm NATO a kompatibilan je sa STANAG okvirima različitih kapaciteta.

### Karakteristike
T91 ima MIL-STD-1913 šine na koje se može montirati optika. Puška može biti opremljena i s 40 mm bacačem granata T85 pružajući tako vatrenu podršku.
Tajvanski institut tehnologije i znanosti Chung Shan je razvio simulator za paljbu u zatvorenom prostoru s T91 puškom, koji se koristi u obuci gađanja kod pješaštva. Ovaj simulator omogućava simulaciju različitih vremenskih uvjeta, udaljenosti i uvjeta vjetra.

## Proizvodnja i uporaba
Tajvanska vojska je 2003. godine naručila 101.162 komada jurišnih pušaka T91 koje bi zamijenile T65, uz rok isporuke od 2004. do 2008. godine. Ukupna vrijednost posla iznosila je 1.803 milijuna novih tajvanskih dolara (54,6 milijuna USD), odnosno 17.800 novih tajvanskih dolara (539 USD) po komadu. U travnju 2006. godine tom puškom je opremljeno devet oklopnih jedinica tajvanske vojske te klasično i mehanizirano pješaštvo.
2005. godine tajvanska vojna policija je naručila 12.069 komada T91 kako bi njima opremila postrojbe smještene u regiji glavnog grada Taipeija. Isporuka je dogovorena kroz sljedeće tri godine.
Od izvoznog tržišta, službeno je potvrđena prodaja T91 Jordanu i Kuvajtu. Jordanska vojska je navodno provodila usporedne testove više automatskih pušaka u pustinjskom okruženju. Testovi su pokazali da je pouzdanost T91 usporediva s AK-47, preciznija od M16 te je veoma pouzdana u pustinjskim uvjetima.
Također, na temelju nepotvrđenih izvora, Indonezija je nabavila čak 10.000 Type 91 iz Tajvana za opremanje policije i graničnih patrola.
Ujedinjeni Arapski Emirati zainteresirani su za nabavu T91 nakon što je šeik Hamid bin Zayed Al Nahyan posjetio Tajvan te je uskoro određena količina puške dostavljena u UAE.

## Korisnici
- Tajvan
- Bosna i Hercegovina[3]
- Indonezija
- Jordan[4]
- Kuvajt
- Ujedinjeni Arapski Emirati: postoje glasine da su se trgovci oružjem potajno raspitivali o mogućnostima prodaje T91 određenim gerilskim skupinama u jugoistočnoj Aziji, ali ih je odbilo tajvansko Ministarstvo obrane.[5] Također, ministarstvo nije potvrdilo ni opovrgnulo takve glasine.

## Vidjeti također
- T65
- T86